# Nicolas Luckner

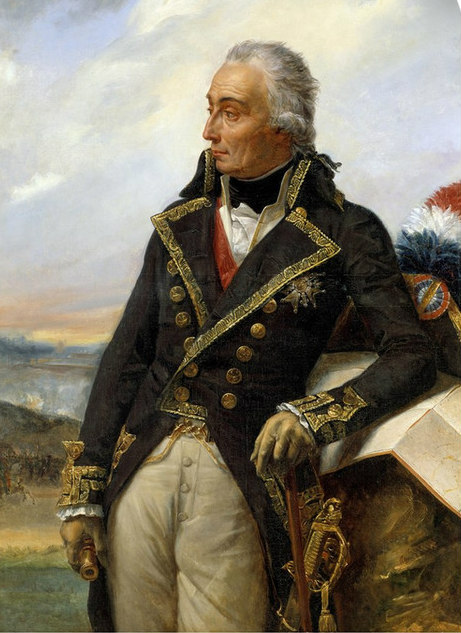
Nicolas Luckner

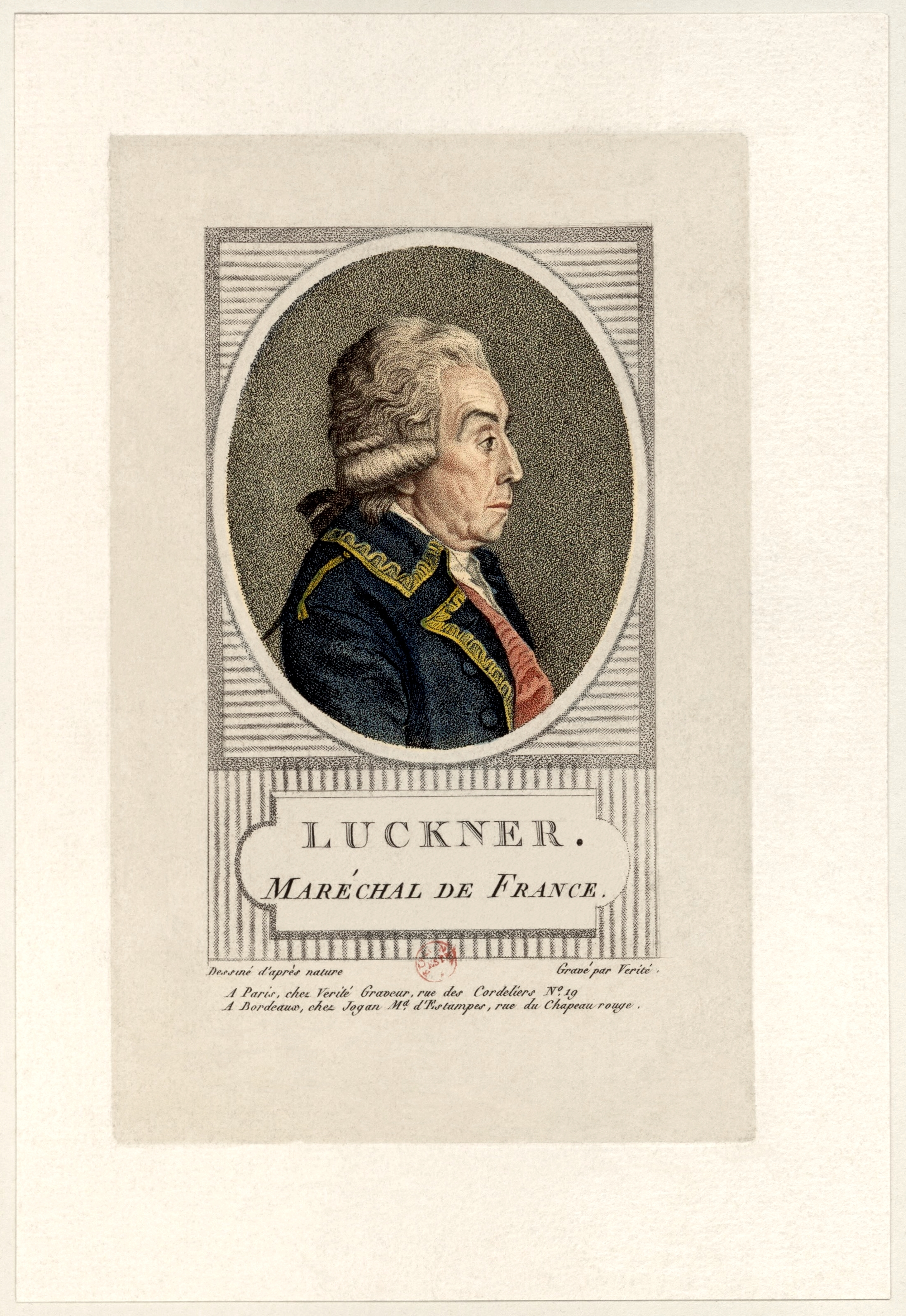
Luckner, 1792

Nicolas Luckner (Cham, 12 januari 1722 – Parijs, 4 januari 1794), vanaf 1784 graaf Luckner, was een Duitse generaal in Franse dienst en maarschalk van Frankrijk. Hij was de overgrootvader van Felix von Luckner, een militair die beroemd werd tijdens de Eerste Wereldoorlog. 

## Biografie
Luckner werd geboren in Cham in het oosten van Beieren, en kreeg in zijn kindertijd onderwijs van de jezuïeten in Passau. Voordat hij in Franse dienst kwam, diende hij in het Beierse, Nederlandse en Hannoverse leger. Hij diende als commandant van de huzaren in de Zevenjarige Oorlog zelfs tegen de Fransen. Uiteindelijk kwam hij in Franse dienst in 1763 met de rang van luitenant-generaal. In 1784 kreeg hij de Deense titel van graaf. 
Luckner steunde de Franse Revolutie en in het jaar 1791 werd hij benoemd tot maarschalk van Frankrijk. In 1792 kreeg hij het bevel over het Leger van de Rijn. Rond deze tijd schreef Claude Joseph Rouget de Lisle voor Luckner het Chant de Guerre pour l'Armée du Rhin (Oorlogslied voor het Leger van de Rijn), dat beter bekend zou worden als de Marseillaise. 
Als bevelheber van het Leger van het Noorden nam hij de Vlaamse steden Menen en Kortrijk in, maar moest daarna terugtrekken tot Rijsel. Na de vlucht van Lafayette kreeg hij orders om een reserveleger op te bouwen bij Châlons-sur-Marne. De Nationale Conventie was echter niet tevreden met zijn inzet en vooruitgang, en Pierre Choderlos de Laclos werd aangewezen om Luckner te vervangen. Luckner zelf, al meer dan 70 jaar oud, vroeg zijn ontslag aan en vertrok naar Parijs. Hier werd hij echter opgepakt door het Revolutionaire Tribunaal en ter dood veroordeeld. Hij werd in 1794 met de guillotine geëxecuteerd.  